# تکانه زاویه‌ای اسپینی نور
تکانه زاویه‌ای اسپینی نور (به انگلیسی: Spin angular momentum of light, SAM) یا گشتاور زاویه‌ای اسپینی نور، مؤلفۀ تکانه زاویه‌ای نور است که به اسپین و چرخش میان درجات آزادی قطبشی فوتون مربوط می‌شود.
تکانه زاویه‌ای اسپینی و تکانه زاویه‌ای گردشی، دو ویژگی متمایز نور هستند که اولی به قطبش آن و دومی به توزیع فضائی میدان آن مربوط می‌شود.

## مقدمه
اسپین، ویژگی بنیادی است که دو نوع ذره بنیادی را متمایز می کند: فرمیون با اسپین نیمه‌صحیح و بوزون با اسپین صحیح. فوتون‌ که کوانتای نور است، مدت‌هاست که به‌عنوان بوزون‌ پیمانه‌ای با اسپین ۱ شناخته می‌شود. قطبش نور معمولاً به عنوان درجه آزادی اسپینی ذاتی آن پذیرفته شده‌است. بااین‌حال، تنها دو قطبش عرضی در فضای آزاد مجاز است. بنابراین، اسپین فوتون همیشه تنها به دو قطبش دایره‌ای (چپ‌گرد و راست‌گرد) مربوط است. برای رسیدن به یک عمل‌گر کامل اسپین نور، باید مودهای فوتون قطبیده طولی معرفی نیز شوند.

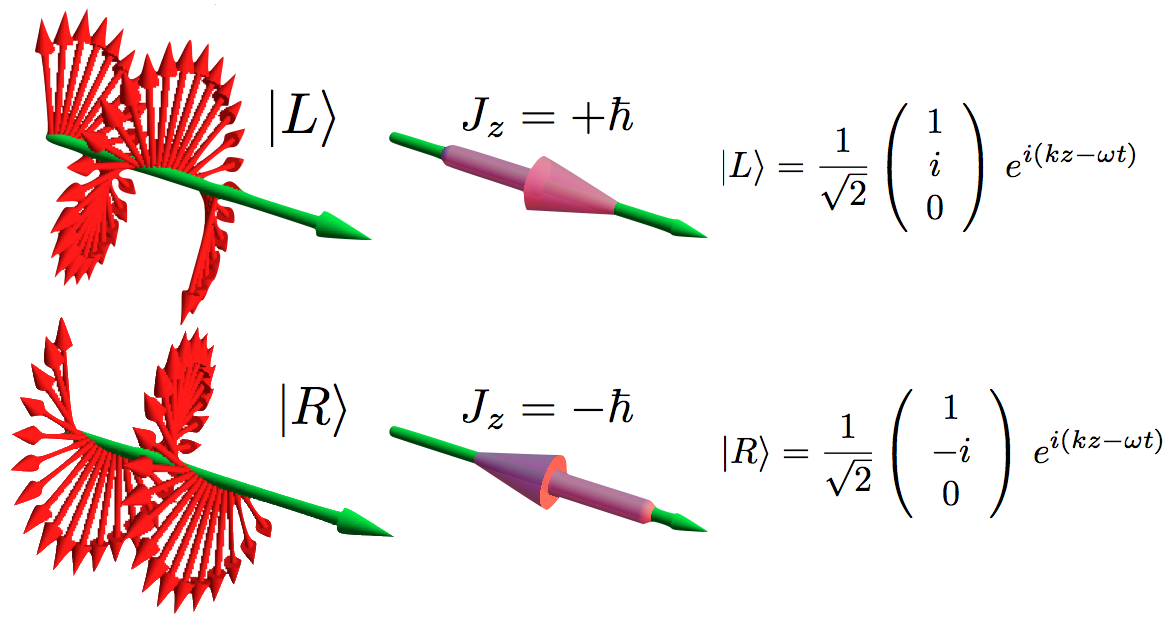
قطبش دایره‌ای چپ‌گرد و راست‌گرد و تکانه‌های زاویه‌ای آنها.

وقتی میدان الکتریکی و مغناطیسی یک موج الکترومغناطیسی، هنگام انتشار، پیوسته حول محور پرتو می‌چرخند، آن موج، قطبش دایره‌ای دارد. بسته به سوی چرخش میدان، قطبش دایره‌ای، چپ‌گرد ({\displaystyle \mathrm {L} }) یا راست‌گرد ({\displaystyle \mathrm {R} }) است.
وقتی قطبش یک پرتو نور، دایره‌ای باشد، هر یک از فوتون‌های آن یک تکانه زاویه‌ای اسپینی {\displaystyle J=\pm \hbar } حمل می‌کند، که {\displaystyle \hbar } ثابت پلانک کاهش‌یافته است و علامت {\displaystyle \pm }، چپ‌گردی (مثبت) یا راست‌گردی (منفی) قطبش دایره‌ای را نشان می‌دهد (این قرارداد از دیدگاه گیرنده است و بیشتر در اپتیک استفاده می‌شود). این تکانه زاویه‌ای اسپینی در امتداد محور پرتو است (موازی اگر مثبت باشد، پادموازی اگر منفی باشد). شکل بالا ساختار لحظه‌ای میدان الکتریکی نور قطبیده دایره‌ای چپ‌گرد ({\displaystyle \mathrm {L} }) و راست‌گرد ({\displaystyle \mathrm {R} }) را در فضا نشان می‌دهد. فلش‌های سبز جهت انتشار را نشان می‌دهد.
عبارت‌های ریاضی کنار شکل‌ها، سه مؤلفه مختلط میدان الکتریکی یک موج تخت قطبیده دایره‌ای را نشان می‌دهند که در جهت {\displaystyle z} منتشر می‌شود.

## بیان ریاضی
عبارت کلی تکانه زاویه‌ای اسپین چنین است:
{\displaystyle \mathbf {S} ={\frac {1}{c}}\int d^{3}x\mathbf {\pi } \times \mathbf {A} ,}
که {\displaystyle c} سرعت نور در فضای آزاد است و {\displaystyle \mathbf {\pi } } تکانه متعارف مزدوج پتانسیل برداری {\displaystyle \mathbf {A} } است. عبارت کلی تکانه زاویه‌ای گردشی چنین است: {\displaystyle \mathbf {L} ={\frac {1}{c}}\int d^{3}x\pi ^{\mu }\mathbf {x} \times \mathbf {\nabla } A_{\mu },} که {\displaystyle \mu =\{0,1,2,3\}} بیانگر چهار شاخص فضازمان است و قرارداد جمع اینشتین اعمال شده‌است. برای کوانتایی کردن نور، باید روابط جابه‌جایی زمان‌مساوی (equal-time commutation) فرض شوند، {\displaystyle [A^{\mu }(\mathbf {x} ,t),\pi ^{\nu }(\mathbf {x} ',t)]=i\hbar cg^{\mu \nu }\delta ^{3}(\mathbf {x} -\mathbf {x} '),}{\displaystyle [A^{\mu }(\mathbf {x} ,t),A^{\nu }(\mathbf {x} ',t)]=[\pi ^{\mu }(\mathbf {x} ,t),\pi ^{\nu }(\mathbf {x} ',t)]=0,} که {\displaystyle \hbar } ثابت پلانک کاهش‌یافته است و {\displaystyle g^{\mu \nu }={\rm {{diag}\{1,-1,-1,-1\}}}} تانسور متریک فضای مینکوفسکی است.
{\displaystyle \mathbf {S} } و {\displaystyle \mathbf {L} } روابط جابه‌جایی تکانه زاویه‌ای متعارف را برمی‌آورند{\displaystyle [S_{i},S_{j}]=i\hbar \epsilon _{ijk}S_{k},}{\displaystyle [L_{i},L_{j}]=i\hbar \epsilon _{ijk}L_{k},} و با هم جابه‌جا می‌شوند {\displaystyle [S_{i},L_{j}]=0} .
پس از بسط دادن عبارت موج تخت، اسپین فوتون را می‌توان، ساده و شهودی، در فضای موج-بردار چنین بیان کرد. {\displaystyle \mathbf {S} =\hbar \int d^{3}k{\hat {\phi }}_{\mathbf {k} }^{\dagger }\mathbf {\hat {s}} {\hat {\phi }}_{\mathbf {k} }} که در آن بردار ستونی{\displaystyle {\hat {\phi }}_{\mathbf {k} }=[{\hat {a}}_{\mathbf {k} ,1},{\hat {a}}_{\mathbf {k} ,2},{\hat {a}}_{\mathbf {k} ,3}]^{T}} عمل‌گر میدان فوتون در فضای بردار-موج است و ماتریس {\displaystyle 3\times 3} {\displaystyle \mathbf {\hat {s}} =\sum _{\lambda =1}^{3}{\hat {s}}_{\lambda }\mathbf {\epsilon } (\mathbf {k} ,\lambda )} عملگر اسپین-1 فوتون با ماتریس‌های مولد چرخشی SO(3) است {\displaystyle {\hat {s}}_{1}={\begin{bmatrix}0&0&0\\0&0&-i\\0&i&0\end{bmatrix}},\qquad {\hat {s}}_{2}={\begin{bmatrix}0&0&i\\0&0&0\\-i&0&0\end{bmatrix}},\qquad {\hat {s}}_{3}={\begin{bmatrix}0&-i&0\\i&0&0\\0&0&0\end{bmatrix}},} و دو بردار واحد {\displaystyle {\boldsymbol {\epsilon }}(\mathbf {k} ,1)\cdot \mathbf {k} ={\boldsymbol {\epsilon }}(\mathbf {k} ,2)\cdot \mathbf {k} =0} دو قطبش عرضی نور در فضای آزاد را نشان می‌دهند و و بردار واحد {\displaystyle {\boldsymbol {\epsilon }}(\mathbf {k} ,3)=\mathbf {k} /|\mathbf {k} |}، نشان‌دهنده قطبش طولی است.
به‌سبب این‌که اینجا فوتون قطبیده طولی و فوتون اسکالر وارد شده‌اند، {\displaystyle \mathbf {S} } و {\displaystyle \mathbf {L} } پیمانه‌نامتغیر (به انگلیسی: gauge invariant) نیستند. برای گنجاندن تغییرناپذیری پیمانه در تکانه‌های زاویه‌ای فوتون، عبارت‌های تکانه زاویه‌ای الکترودینامیک کوانتومی کل و شرط پیمانه لورنتس باید دوباره جدا شوند. سرانجام، تکانه‌های زاویه‌ای اسپینی و گردشی نور، چنین می‌شوند {\displaystyle \mathbf {S} ^{\rm {obs}}=i\hbar \int d^{3}k({\hat {a}}_{\mathbf {k} ,2}^{\dagger }{\hat {a}}_{\mathbf {k} ,1}-{\hat {a}}_{\mathbf {k} ,1}^{\dagger }{\hat {a}}_{\mathbf {k} ,2}){\frac {\mathbf {k} }{|\mathbf {k} |}}=\varepsilon _{0}\int d^{3}x\mathbf {E} _{\perp }\times \mathbf {A} _{\perp },} و {\displaystyle \mathbf {L} _{M}^{\rm {obs}}=\varepsilon _{0}\int d^{3}xE_{\perp }^{j}\mathbf {x} \times \mathbf {\nabla } A_{\perp }^{j}} که تکانه‌های زاویه‌ای نور عرضی کلاسیک را به دست می‌دهند. اینجا،{\displaystyle \mathbf {E} _{\perp }} ({\displaystyle \mathbf {A} _{\perp }}) بخش عرضی میدان الکتریکی (پتانسیل برداری) و {\displaystyle \varepsilon _{0}} گذردهی خلاء است.
می‌توان عمل‌گرهای فنا را برای فوتون قطبیده دایره‌ای عرضی تعریف کرد: {\displaystyle {\hat {a}}_{\mathbf {k} ,\mathrm {L} }={\frac {1}{\sqrt {2}}}\left({\hat {a}}_{\mathbf {k} ,1}-i{\hat {a}}_{\mathbf {k} ,2}\right),}{\displaystyle {\hat {a}}_{\mathbf {k} ,\mathrm {R} }={\frac {1}{\sqrt {2}}}\left({\hat {a}}_{\mathbf {k} ,1}+i{\hat {a}}_{\mathbf {k} ,2}\right),} با بردارهای واحد قطبش {\displaystyle \mathbf {e} (\mathbf {k} ,\mathrm {L} )={\frac {1}{\sqrt {2}}}\left[\mathbf {e} (\mathbf {k} ,1)+i\mathbf {e} (\mathbf {k} ,2)\right],}{\displaystyle \mathbf {e} (\mathbf {k} ,\mathrm {R} )={\frac {1}{\sqrt {2}}}\left[\mathbf {e} (\mathbf {k} ,1)-i\mathbf {e} (\mathbf {k} ,2)\right].}
سپس، اسپین فوتون میدان عرضی را می توان دوباره به این صورت بیان کرد {\displaystyle \mathbf {S} ^{\rm {obs}}=\int d^{3}k\hbar \left({\hat {a}}_{\mathbf {k} ,L}^{\dagger }{\hat {a}}_{\mathbf {k} ,L}-{\hat {a}}_{\mathbf {k} ,R}^{\dagger }{\hat {a}}_{\mathbf {k} ,R}\right){\frac {\mathbf {k} }{|\mathbf {k} |}},}
برای یک فوتون موج تخت، اسپین فقط می‌تواند دو مقدار بگیرد؛ {\displaystyle \pm \hbar }، که مقادیر ویژه عملگر اسپین {\displaystyle {\hat {s}}_{3}} هستند. توابع ویژه مربوط که تکانه‌ زاویه‌ای اسپینی فوتون‌ را کاملاً مشخص می‌کنند، به‌صورت امواج قطبیده دایره‌ای توصیف می‌شوند: {\displaystyle |\pm \rangle ={\begin{pmatrix}1\\\pm i\\0\end{pmatrix}}.}

## همچنین ببینید
- معادله هلم‌هولتز
- تکانه زاویه‌ای گردشی نور
- قطبش (فیزیک)
- قطبش فوتون
- قطبش اسپینی

## مراجع
1. ↑  Yang. "Quantum spin operator of the photon". arXiv:2004.03771.